# The Tramp's Unexpected Skate
The Tramp's Unexpected Skate je americký němý film z roku 1901. Režisérem je Edwin S. Porter (1870–1941). Film trvá necelou minutu a premiéru měl 23. května 1901.

## Děj
Děti zavážou spícímu bezdomovci na nohy kolečkové brusle a probudí ho. Tulák se vzbudí, ale když vstane, aby chytil malé darebáky, tak neudrží rovnováhu a neustále padá na zem. Oba chlapci situaci přihlížejí a smějí se své oběti.